# Нормоконтроль
Нормоконтро́ль — служба, призначена контролювати виконування технічної документації (конструкторської та технологічної) згідно з нормами, вимогами і правилами, установленими нормативними документами.
Нормоконтролюва́ння — процес контролювання виконування технічної документації згідно з нормами, вимогами і правилами, установленими нормативними документами.
Нормоконтроль є завершальним етапом розробки технічної документації. Відповідно до цього передачу оригіналів документів відділу технічної документації або підрозділу, що його замінює рекомендується доручати особі, що є відповідальною за нормоконтроль (нормоконтролеру).

## Мета і завдання нормоконтролювання
Проведення нормоконтролю спрямоване на:
- дотримання в розроблюваних виробах норм і вимог, встановлених в державних, галузевих та інших стандартах;
- правильність виконання технічних документів відповідно до вимог стандартів ЄСКД та ЄСТД;
- досягнення в розроблюваних виробах високого рівня стандартизації та уніфікації на основі широкого використання раніше спроектованих, освоєних у виробництві та стандартизованих виробів, типових конструкторських рішень і виконань та типових технологічних процесів;
- раціональне використання встановлених обмежувальних номенклатур стандартизованих виробів, конструктивних норм (різей, діаметрів, шліцьових з'єднань, модулів зубчастих коліс, допусків і посадок, конусних та інших елементів деталей машин), марок матеріалів, профілів і розмірів прокату тощо.

## Зміст нормоконтролю конструкторської документації
Залежно від виду документів зміст нормоконтролювання включає такі види перевірки.

### Конструкторські документи усіх видів
Усі конструкторські документи проходять перевірку на:
- відповідність позначення, присвоєного конструкторському документу, встановленій системі позначень конструкторських документів;
- комплектність документації;
- правильність виконання основного напису;
- правильність застосованих скорочень слів;
- наявність і правильність посилань на стандарти та інші нормативно-технічні документи.

### Документація технічної пропозиції,ескізного проекту,технічного проектута ескізні конструкторські документи (документи макетів)
Перевірці підлягає:
- відповідність основних параметрів проектованого виробу стандартам, характеристикам затвердженої типорозмірної номенклатури виробів тощо;
- відповідність технічних показників, вимог до якості і методів випробувань стандартам та іншим нормативно-технічним документам;
- ступінь стандартизації та уніфікації проектованого виробу та можливості розширення цих показників.

### Текстові документи
Перевірці підлягають: пояснювальні записки, технічні описи, інструкції з експлуатації, технічні умови, програми та методики випробувань тощо на предмет:
- дотримання вимог стандартів на текстові конструкторські документи (ГОСТ 2.105-95 і ГОСТ 2.106-96);
- відповідність показників та розрахункових величин нормативним даним, що встановлені у стандартах та інших нормативно-технічних документах.

### Відомості та специфікації
Перевіряється:
- відповідність форм відомостей та специфікацій формами, встановленими стандартами, і дотримання правил їх заповнення;
- правильність найменувань і позначень виробів і документів, записаних у відомості і специфікації;
- можливості скорочення застосовуваної номенклатури стандартизованих і покупних виробів;
- відповідність застосовуваних типорозмірів стандартизованих і покупних виробів установленим обмежувальним номенклатурам;
- правильність складання відомості дозволу застосування покупних виробів.

### Кресленики усіх видів
Перевірці підлягає:
- виконання креслень відповідно до вимог стандартів ЄСКД на формати, масштаби, зображення (види, розрізи, перерізи), нанесення розмірів, умовні позначення конструктивних елементів (різьб, шліцьових з'єднань, зубчастих вінців коліс та зірочок);
- раціональне використання конструктивних елементів, марок матеріалів, розмірів та профілів прокату, видів допусків і посадок і виявлення можливостей об'єднання близьких за розміром і подібних за видом і призначенням елементів;
- можливість заміни оригінальних виробів типовими і раніше розробленими .

### Кресленики складальні, загальних видів, габаритні і монтажні
Крім даних згаданих вище перевірці підлягає:
- правильність нанесення номерів позицій;
- дотримання вимог стандартів ЄСКД на спрощені і умовні зображення елементів конструкції.

### Кресленики деталей
Перевірці підлягають, окрім даних, згаданих вище, такі:
- дотримання вимог стандартів ЄСКД на умовні зображення деталей (кріпильних, арматури, деталей зубчастих передач, пружин тощо), а також на позначення шорсткості поверхонь, термообробки, покриттів, проставляння граничних відхилень розмірів, відхилень форми та розташування поверхонь тощо;
- можливість заміни оригінального конструктивного виконання деталі стандартизованим або типовим;
- можливість використання раніше спроектованих і освоєних виробництвом деталей подібної конструктивної форми та аналогічного функціонального призначення;
- дотримання встановлених обмежувальних номенклатур конструктивних елементів, допусків і посадок, марок матеріалів, профілів та розмірів прокату тощо.

### Схеми
Перевіряється:
- відповідність умовних графічних позначень елементів, що входять в схему, вимогам стандартів ЄСКД;
- відповідність найменувань, позначень і кількості елементів, зазначених на схемі, даним, що наведені у переліках;
- використання типових схем.

## Зміст нормоконтролю технологічної документації

### Комплект технологічних документів
Контролю підлягає:
- комплектність документів;
- позначення, присвоєне документу (комплекту документів) за ГОСТ 3.1201;
- відповідність форм документів вимогам стандартів ЄСТД;
- виконання основного напису за ГОСТ 3.1103 і правильність його заповнення, включно з повнотою вказання атрибутів реквізитної частини електронного технологічного документа; * оформлення титульного аркуша (при його наявності) за ГОСТ 3.1105, ГОСТ 3.1129 та ГОСТ 3.1130;
- наявність на документах необхідних обов'язкових підписів, прізвищ та дат;
- відповідність інформації, що вноситься в документи з конструкторської документації;
- правильність нумерації аркушів документів;
- відповідність викладу технологічного процесу ступеню деталізації опису технологічного процесу;
- наявність і правильність посилань на нормативну документацію;
- відповідність запису найменувань технологічних операцій і запису переходів встановленим стандартами ЕСТД, термінологічними стандартами та іншими нормативними документами; * правильність нумерації технологічних операцій ;
- можливість заміни одиничного технологічного процесу типовим.

### Текстові та графічні документи
Перевіряється повнота та достовірність інформації поданої у текстових та графічних документах, а також відповідність їх вимогам державних стандартів

## Порядок проведення нормоконтролю
Виправляти і змінювати підписані нормоконтролером, але не здані у відділ (бюро) технічної документації оригінали документів, без його відома не допускається.
У залежності від порядку, встановленого в організації (підприємстві), нормоконтроль можуть проводити один нормоконтролер або нормоконтролери, що спеціалізуються за видами документів, характеру даних, що містяться у документах.
Якщо документ послідовно перевіряють декілька нормоконтролерів, то підписує його виконавець найвищою в групі нормоконтролерів посадовою категорією. Решта нормоконтролер після перевірки документа ставлять свої візи.
Зміни та виправлення, зазначені нормоконтролером і пов'язані з порушенням діючих стандартів та інших нормативних документів, повинні бути внесені в документи.

### Особливості проведення нормоконтролю конструкторської документації
Нормоконтроль рекомендується проводити у два етапи:
- I етап — перевірка оригіналів конструкторських документів перед передачею на виготовлення правдників та розмноження. Ці матеріали подають нормоконтролеру з підписами в графах «Розробник» та «Перев.»;
- II етап — перевірка конструкторських документів в оригіналах за наявності всіх підписів осіб, відповідальних за зміст та виконання конструкторських документів, крім підпису керівника організації, що затверджує.

Конструкторські документи слід подавати на нормоконтроль комплектно:
• для проектної документації (технічної пропозиції, ескізного і технічного проектів) — всі документи, що розробляються на відповідній стадії;
• для робочої документації — документація на складальну одиницю (кресленики деталей, складальні кресленики, специфікації тощо).
Пропозиції нормоконтролера, які стосуються заміни оригінальних виконань деталей і складальних одиниць запозиченими і типовими, скорочення застосовуваних типорозмірів виробів і конструкторських елементів вносять у документацію за умови їх погодження з розробником документації.

### Особливості проведення нормоконтролю технологічної документації
Технологічну документацію слід пред'являти на нормоконтроль за наявності всіх підписів осіб, відповідальних за утримання і випуск документів, відповідно до порядку, встановленого організацією або на підприємстві, крім яка каже підпису керівника організації чи підприємства та представництва замовника (у разі узгодження).
Документи слід пред'являти на нормоконтроль комплектно відповідно до маршрутної карти або відомості технологічних документів .
З комплектом документів на нормоконтроль повинні бути пред'явлені копії відповідних конструкторських документів на вирі, для виготовлення якого розроблений даний технологічний процес.
Пропозиції нормоконтролера по заміні одиничних процесів запозиченими або типовими, скорочення застосовуваної номенклатури устаткування, оснащення, марок матеріалу, профілів прокату, його розмірів тощо слід вносити в документи за погодженням з розробником цих документів.

## Обов'язки та права нормоконтролера
При нормоконтролі конструкторської документації нормоконтролер зобов'язаний керуватися лише діючими на момент проведення контролю стандартами та іншими нормативно-технічними документами.
Нормоконтролер несе відповідальність за дотримання у технічній документації вимог діючих стандартів та інших нормативно-технічних документів нарівні з розробниками конструкторської документації.

## Оформлення зауважень нормоконтролера
Нормоконтролер у документах, що перевіряються наносить олівцем умовні позначки до елементів, які повинні бути виправлені або замінені. Зроблені позначки зберігаються до підписання оригіналів і знімає їх нормоконтролер.
У переліку (або журналі) зауважень нормоконтролера напроти номера кожної позначки коротко і ясно викладається зміст зауважень і пропозицій нормоконтролера. В організаціях, де встановлена система цифрового кодування зауважень нормоконтролера, замість викладу змісту зауважень проставляється відповідний цифровий код за класифікатором.
Комплект усіх переліків зауважень і пропозицій нормоконтролера за проектом служить вихідним матеріалом для оцінки якості виконання проекту.